# Maksym
Maksym – imię męskie pochodzenia łacińskiego, utworzone od przymiotnika maximus oznaczający "największy", przydomka Jowisza. Istnieją liczni święci prawosławni i katoliccy o tym imieniu:
Maksym Wyznawca, Maksym Grek, Maksym Wołoski, Maksym Gorlicki, Maksym z Riez i wielu innych.
Żeńskim odpowiednikiem jest Maksyma.
Maksym imieniny obchodzi: 15 stycznia, 23 stycznia, 25 stycznia, 3 lutego, 18 lutego, 13 kwietnia, 15 kwietnia, 30 kwietnia, 5 maja, 11 maja, 15 maja, 8 czerwca, 23 czerwca, 2 sierpnia, 13 sierpnia, 17 sierpnia, 20 sierpnia, 23 sierpnia, 30 października, 19 listopada, 27 listopada i 27 grudnia.

## Znane osoby noszące to imię
- Maksym V, patriarcha Konstantynopola
- Massimo Ambrosini
- Maksim Anisimau
- Maxime Bossis
- Massimo Busacca
- Massimo Botti
- Maxime Carlot Korman
- Maksim Czudow
- Massimo De Vita - rysownik komiksów z Myszką Miki i Kaczorem Donaldem
- Maxime Faget
- Massimo Fecchi - rysownik komiksów z Myszką Miki i Kaczorem Donaldem
- Maksim Gorki
- Maksim Jakucenia
- Maksym Kałynyczenko
- Maksym Krzywonos
- Maksim Litwinow
- Maksim Marinin – rosyjski łyżwiarz figurowy
- Maksim Munzuk
- Maksym Nikonorow – doktor farmacji, docent toksykologii Akademii Medycznej w Łodzi
- Massimo Oddo
- Massimo Paci (ur. 1978) – włoski piłkarz
- Maxim Reality
- Maksim Shatskix (Szackich)
- Maxime Vachier-Lagrave
- Maxime Weygand – francuski generał i prawicowy polityk, Honorowy Obywatel Miasta Warszawy
- Maksym Żeleźniak
- Maksym Drabik – żużlowiec